# Wahlkreise in Island

Wahlkreise Islands

Seit 2003 gibt es sechs Wahlkreise in Island (isländisch kjördæmi).
Durch diese Unterteilung Islands soll erreicht werden, dass für jeden Parlamentarier etwa die gleiche Stimmenzahl erforderlich ist. Zwischen 1959 und 2003 hatte Island acht Wahlkreise, von 1844 bis 1959 gab es 32 Wahlkreise.
Nach der Neueinteilung der Wahlkreise 2003 wurden anfänglich in jedem Wahlkreis 11 Abgeordnete gewählt. Durch Bevölkerungsänderungen hat der Wahlkreis Südwest im Laufe der Zeit Abgeordnete hinzugewonnen, während die ländlichen Wahlkreise Nordost, Nordwest und Süd entsprechend welche verloren haben.
| Wahlkreis                                   | Karte | Gemeinden |
| ------------------------------------------- | ----- | --- |
| Norðausturkjördæmi (Nordost)                |       | Fjallabyggð, Grímsey, Dalvíkurbyggð, Arnarneshreppur, Hörgárbyggð, Akureyri, Eyjafjarðarsveit, Svalbarðsstrandarhreppur, Grýtubakkahreppur, Þingeyjarsveit, Aðaldælahreppur, Norðurþing, Tjörneshreppur, Svalbarðshreppur, Langanesbyggð, Vopnafjarðarhreppur, Fljótsdalshérað, Fljótsdalshreppur, Borgarfjarðarhreppur, Seyðisfjörður, Fjarðabyggð, Breiðdalshreppur, Djúpavogshreppur                                                   |
| Norðvesturkjördæmi (Nordwest)               |       | Akranes, Hvalfjarðarsveit, Skorradalshreppur, Borgarbyggð, Eyja- og Miklaholtshreppur, Snæfellsbær, Grundarfjarðarbær, Helgafellssveit, Stykkishólmsbær, Dalabyggð, Reykhólahreppur, Vesturbyggð, Tálknafjarðarhreppur, Bolungarvíkurkaupstaður, Ísafjarðarbær, Súðavíkurhreppur, Árnes, Kaldrananeshreppur, Strandabyggð, Húnaþing vestra, Húnavatnshreppur, Blönduós, Skagaströnd, Skagabyggð, Sveitarfélagið Skagafjörður, Akrahreppur |
| Reykjavíkurkjördæmi norður (Reykjavik Nord) |       | Reykjavik Nord |
| Reykjavíkurkjördæmi suður (Reykjavik Süd)   |       | Reykjavik Süd |
| Suðurkjördæmi (Süd)                         |       | Sveitarfélagið Hornafjörður, Skaftárhreppur, Mýrdalshreppur, Rangárþing eystra, Rangárþing ytra, Ásahreppur, Vestmannaeyjabær, Flóahreppur, Sveitarfélagið Árborg, Skeiða- og Gnúpverjahreppur, Hrunamannahreppur, Bláskógabyggð, Grímsnes- og Grafningshreppur, Hveragerðisbær, Sveitarfélagið Ölfus, Grindavík, Sandgerði, Garður, Reykjanesbær, Sveitarfélagið Vogar                                                                   |
| Suðvesturkjördæmi (Südwest)                 |       | Hafnarfjörður, Garðabær, Kópavogsbær, Seltjarnarnesbær, Mosfellsbær, Kjósarhreppur |